# 粥塚諒
粥塚 諒（かゆつか りょう、1997年7月30日 - ）は、ラグビーユニオンの選手。

## 略歴
茨城県つくば市出身。流経大柏高校時代、高校日本代表に選ばれた。
2016年、流通経済大学に入る。
2017年、U20日本代表として、ワールドラグビーU20トロフィー2017に出場。
2020年、神戸製鋼コベルコスティーラーズ(現・コベルコ神戸製鋼スティーラーズ)に加入。
2022年4月9日に行われたJAPAN RUGBY LEAGUE ONE第12節グリーンロケッツ東葛戦にて途中出場で公式戦初出場を果たした。
2023年、豊田自動織機シャトルズ愛知に加入。
2025年6月2日、豊田自動織機シャトルズ愛知退団を発表。